# Sinendé
Sinendé is een van de 77 gemeenten (communes) in Benin. De gemeente ligt in het departement Borgou en telt 91.672 inwoners (2013). De gemeente heeft een oppervlakte van 2.289 km² en is opgedeeld in vier arrondissementen:
- Sinendé
- Sikki
- Sèkèrè
- Fô-Bourè

De gemeente werd opgericht in 1978. Voorheen behoorde Sinendé tot de gemeente Bembèrèkè.
In de moerassen van Sinendé (Mare de Dia-Dia en Mare des Caimans) leefden in 2020 nog krokodillen, ondanks stroperij.

## Economie
De landbouw is de belangrijkste economische activiteit. De gemeente is een van de grootste producenten van katoen van het land. Er wordt verder ook maïs, soja, sorghum, yams en gierst verbouwd. Er is ook extensieve veeteelt, handel en handnijverheid. De autoweg RNIE2 loopt door de gemeente.

## Bevolking
In 2013 telde Sinendé 91.672 inwoners. In 2002 telde de gemeente 63.373 inwoners.
De Baatombu (59,9%) vormen de grootste bevolkingsgroep, gevolgd door de Fulbe (35,3%). Kleinere bevolkingsgroepen zijn de Otamari, Yoruba, Nago, Dendi, Fon, Adja, Yom en Lokpa. De meeste inwoners zijn moslims. Er zijn ook aanhangers van traditionele plaatselijke religies en christenen (9%).
Opm: Bevolkingscijfers in duizendtallen
Bron: SINENDÉ Commune in Benin; 1979-2013: volkstellingen
Bron: Institut National de la Statistique Benin; 2013: volkstelling

## Afbeeldingen

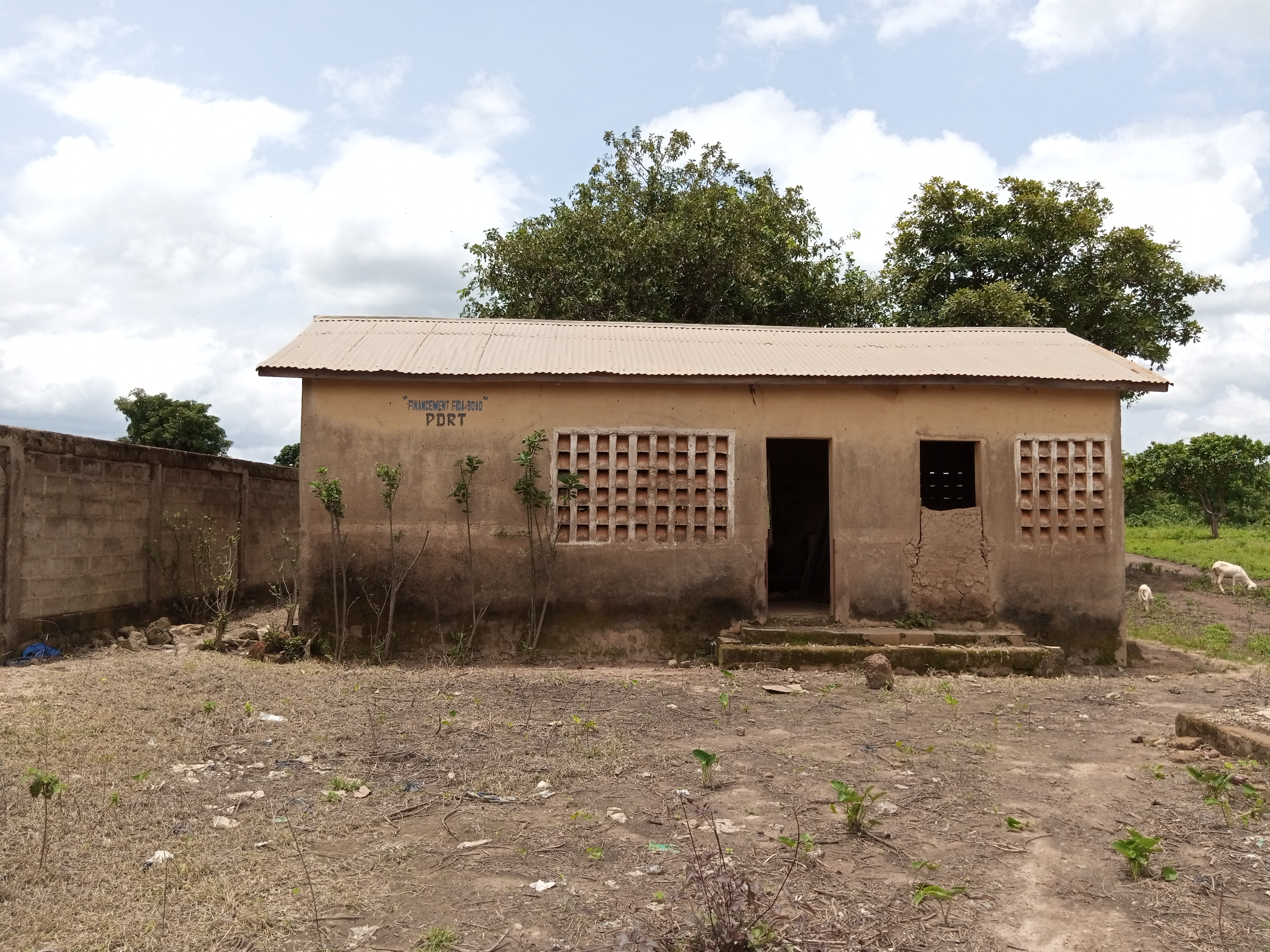
Een oud pakhuis
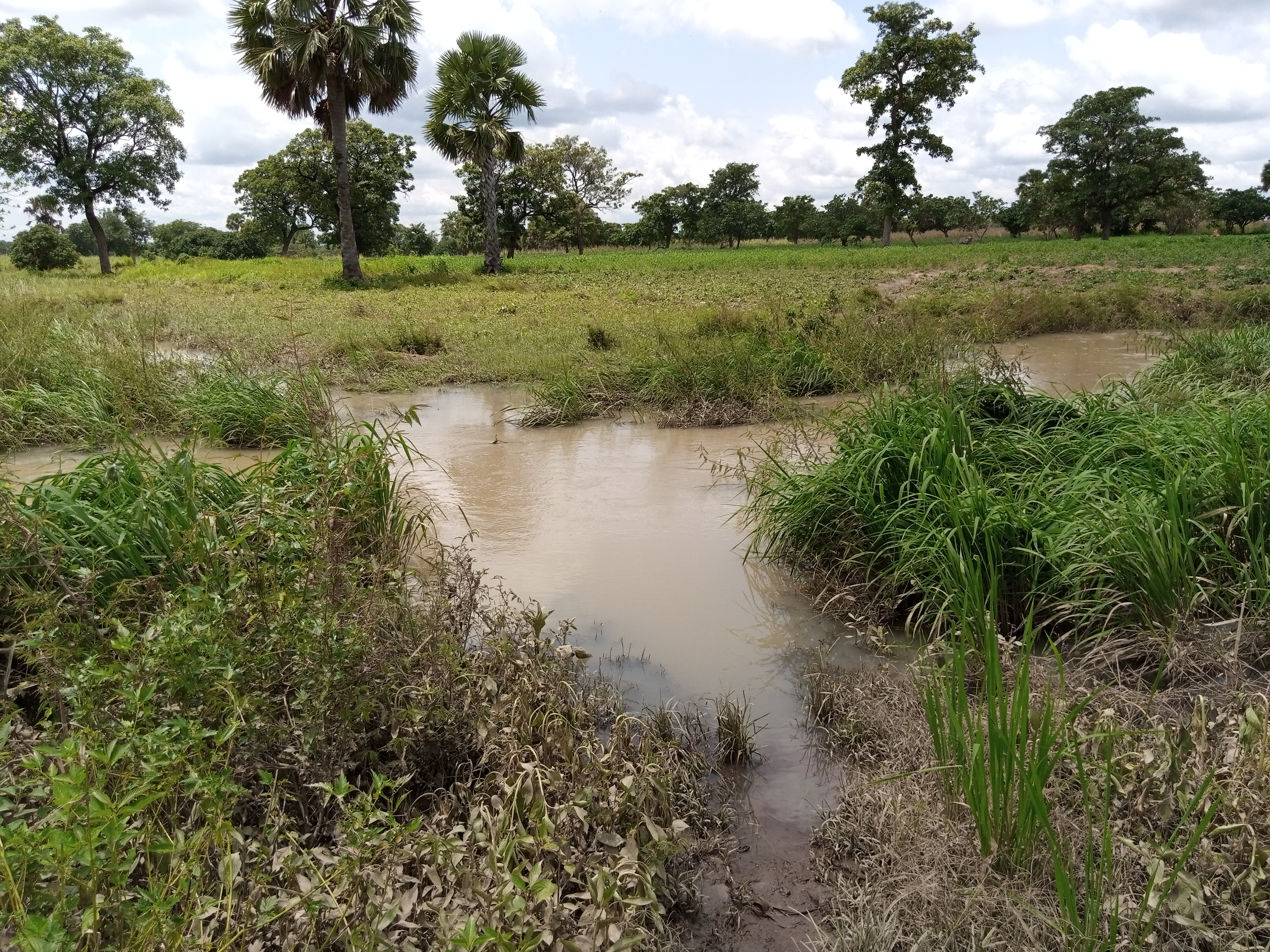
Moeras bij het dorp Ten-Dora
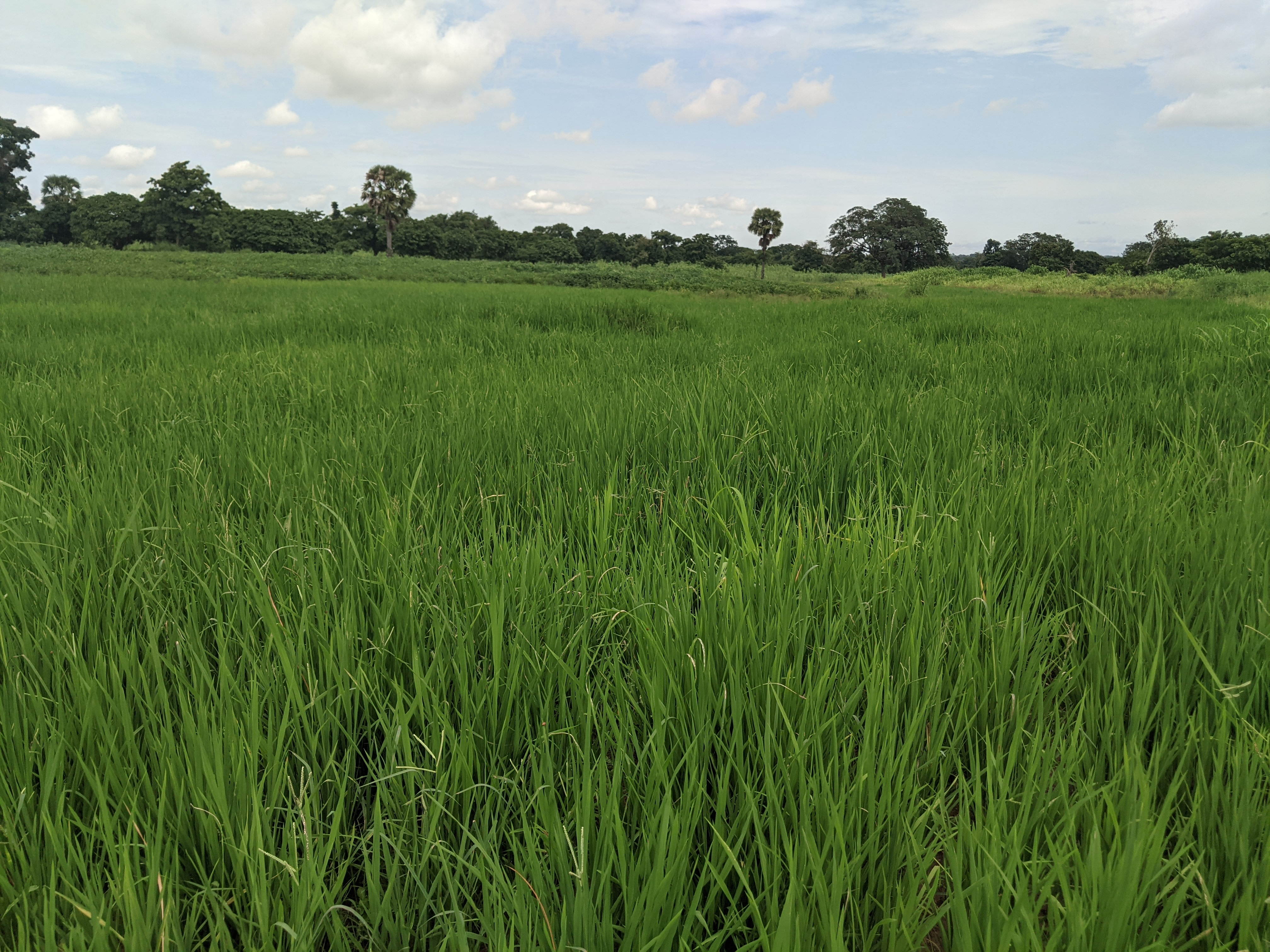
Rijstveld